# 後藤・安田記念東京都市研究所
公益財団法人後藤・安田記念東京都市研究所（ごとう・やすだきねんとうきょうとしけんきゅうじょ、英:The Tokyo Institute for Municipal Research）は、東京都千代田区日比谷公園内の市政会館にある、地方自治・都市問題の研究機関。2012年4月1日に、公益法人制度改革にともなって公益財団法人に移行し、財団法人東京市政調査会（とうきょうしせいちょうさかい）より改称した。

## 概要
名称に含まれる「後藤・安田」は、それぞれ、設立に関わった後藤新平、安田善次郎を指す。1920年12月、東京市長就任直前の後藤新平が、講演で、自主独立の市政の調査機関の必要性を訴えてニューヨーク市政調査会を手本とした東京市政調査会の設立構想を示し、実業家の安田善次郎（安田財閥の祖）が後藤に共感して資金提供を申し出た。安田は1921年9月28日に暗殺されたが、1922年2月24日、東京市政調査会が後藤を初代会長として設立され、1929年10月29日には、安田家からの寄付金により、活動拠点・財政基盤となる市政会館が落成した。
地方自治、都市問題に関する調査研究を行っている。戦前期には、関東大震災からの復興、東京市会の浄化、公営企業法案のとりまとめ、特別市制や東京都制への提言などの調査研究を行い、戦後は、公害・環境問題に代表される都市問題、中央・地方の行政・税財政関係の調査研究などを行ってきた。また、1925年より、月刊の機関誌として『都市問題』を発行している。さらに、図書館を併設し、関連史資料を収集して調査研究事業に役立てるとともに、一般にも公開している。市政会館については、歴史的建造物として保全するとともに、賃貸オフィスビルとして管理運営して事業運営の財政基盤としている。
2012年4月1日に、公益法人制度改革にともなって公益財団法人に移行し、名称も東京市政調査会から後藤・安田記念東京都市研究所に改められた。ただし、法人の英語名称 (The Tokyo Institute for Municipal Research) と、「市政会館」、「市政専門図書館」、機関誌『都市問題』の名称は従来どおりである。

## 沿革
- 1922年2月　　財団法人東京市政調査会設立
- 1925年5月　　機関誌『都市問題』創刊
- 1926年9月　　図書室を公開
- 1929年10月　市政会館竣工
- 1931年1月　　図書室を資料室に改称
- 1941年5月　　資料室を「市政専門図書館」に改称
- 1945年2月　　戦争のため『都市問題』休刊
- 1950年5月　　『都市問題』復刊
- 2012年4月　　公益財団法人に移行し、公益財団法人後藤・安田記念東京都市研究所に名称変更。

## 組織
- 研究部 - 調査研究、出版編集業務を行う。
- 総務部
- 市政専門図書館

## 常勤役員
- 小早川光郎理事長
- 田谷聡常務理事